# Per Krøldrup
Per Billeskov Krøldrup, né le 31 juillet 1979 à Farsø (Jutland du Nord), est un footballeur danois qui évolue au poste de défenseur central.

## Biographie

### En club
Il a commencé sa carrière dans le club d'Aalborg Chang. Il a ensuite porté les couleurs du B 93 Copenhague avant de rejoindre le club italien de l'Udinese et un autre joueur danois, Martin Jørgensen.
En 2006, Everton débourse 7,5 millions d'euros pour s'attacher les services du défenseur danois qui ne joua qu'un match, et, en juillet 2006, il décida de partir pour la Fiorentina malgré l'affaire des matches truqués.
Il fait ses débuts en Ligue des Champions le 12 août 2008 contre le Slavia Prague (victoire 2-0)
Il compte 33 sélections avec l'équipe du Danemark.
Le 17 mai 2010, Per Krøldrup prolonge son contrat avec la Fiorentina jusqu'en juin 2012.

### En sélection
En février 2004, il est appelé pour la première fois en sélection nationale danoise pour un match contre la Turquie.
Il était dans les 23 retenus pour participer à l'Euro 2004 au Portugal où les Vikings s'arrêteront en quarts-de-finale, défaits par la Tchéquie 3-0.
Per Krøldrup jouera sa dernière compétition avec le Danemark lors de la Coupe du monde 2010 en Afrique du Sud. Les danois sortiront dès la phase de poules.